# Mk43 (魚雷)
Mk43はアメリカ合衆国が開発した短魚雷。対潜水艦用の小型魚雷であり、誘導魚雷としても初期のものである。電気モーター推進であり、直径は25cm（10インチ）、長さは2.3m（92インチ）、重量120kg（265ポンド）。最大速度は16kt。1950年より配備が開始され、Mk44などへの更新により、1960年代に退役した。
Mod0は水上艦および固定翼機搭載用であり、Mod1はヘリコプター搭載用であった。QH-50 DASH(DSN-2/QH-50B)にも搭載されていた。